# Nicandro Breeveld
Nicandro Hemsley Breeveld (Paramaribo, 7 oktober 1986) is een Nederlands profvoetballer van Surinaamse afkomst die bij voorkeur als middenvelder speelt.

## Clubstatistieken
| seizoen | club                   | land                         | competitie      | duels | goals |
| ------- | ---------------------- | ---------------------------- | --------------- | ----- | ----- |
| 2006/07 | Almere City            | Nederland                    | Eerste divisie  | 28    | 1     |
| 2007/08 | Almere City            | Nederland                    | Eerste divisie  | 10    | 0     |
| 2008/09 | Telstar                | Nederland                    | Eerste divisie  | 27    | 3     |
| 2009/10 | Telstar                | Nederland                    | Eerste divisie  | 10    | 2     |
| 2010/11 | Astra Giurgiu          | Roemenië                     | Liga 1          | 0     | 0     |
| 2011/11 | Jiul Petroșani         | Roemenië                     | Liga III        | 15    | 4     |
| 2011/12 | CS Gaz Metan Mediaş    | Roemenië                     | Liga 1          | 31    | 0     |
| 2012/13 | CS Gaz Metan Mediaş    | Roemenië                     | Liga 1          | 22    | 2     |
| 2013/14 | Pandurii Târgu Jiu     | Roemenië                     | Liga 1          | 26    | 2     |
| 2014/15 | Pandurii Târgu Jiu     | Roemenië                     | Liga 1          | 2     | 0     |
| 2014/15 | Steaua Boekarest       | Roemenië                     | Liga 1          | 23    | 0     |
| 2015/16 | Steaua Boekarest       | Roemenië                     | Liga 1          | 14    | 1     |
| 2016/17 | Dibba Al-Fujairah Club | Verenigde Arabische Emiraten | VAE Liga        | 0     | 0     |
| 2016/17 | Omonia Nicosia         | Cyprus                       | A Divizion      | 14    | 1     |
| 2017/18 | Omonia Nicosia         | Cyprus                       | A Divizion      | 16    | 0     |
| 2018/19 | Al-Markhiya SC         | Qatar                        | Qatargas League | ?     | ?     |
| 2019/20 | CSM Politehnica Iași   | Roemenië                     | Liga 1          | 24    | 1     |
| 2020/21 | CSM Politehnica Iași   | Roemenië                     | Liga 1          | 9     | 0     |

Laatste update 10 januari 2021